# Senefelderplatz (metropolitana di Berlino)
La stazione di Senefelderplatz è una stazione della metropolitana di Berlino, posta sulla linea U2. È posta sotto tutela monumentale (Denkmalschutz).

## Storia
La stazione venne attivata nel 1913.